# Scurrula stocksii
Scurrula stocksii är en tvåhjärtbladig växtart som beskrevs av Danser. Scurrula stocksii ingår i släktet Scurrula och familjen Loranthaceae. Inga underarter finns listade i Catalogue of Life.